# Euxoa neomexicana
Euxoa neomexicana là một loài bướm đêm trong họ Noctuidae.